# Janine Smitová
Janine Smitová (* 18. dubna 1991 Heerenveen) je nizozemská rychlobruslařka.
V roce 2009 poprvé startovala ve Světovém poháru juniorů a premiérově se představila i na juniorském světovém šampionátu. V závodech Světového poháru debutovala v prosinci 2011 na mítinku v domácím Heerenveenu, ovšem stabilní členkou reprezentace se nestala. Do konce sezóny 2014/2015 absolvovala v tomto seriálu pouze dalších pět startů, závodila ovšem na domácích nizozemských závodech. Ve Světovém poháru pravidelně startuje od podzimu 2015, na seniorském světovém šampionátu se poprvé představila v roce 2016. Na MS 2019 vybojovala s nizozemským družstvem zlatou medaili v týmovém sprintu.